# Wygnanów (Lublin)
Pour les articles homonymes, voir Wygnanów.
Wygnanów (prononciation [vɨɡˈnanuf]) est un village de la gmina de Czemierniki du powiat de Radzyń Podlaski dans la voïvodie de Lublin, situé dans l'est de la Pologne.
Il se situe à environ 13 kilomètres au nord de Radzyń Podlaski (siège du powiat) et 47 kilomètres au nord de Lublin (capitale de la voïvodie).

## Histoire
De 1975 à 1998, le village est attaché administrativement à la voïvodie de Biała Podlaska.

Depuis 1999, il fait partie de la nouvelle voïvodie de Lublin.